# Diacrisia sannio
La escama de borde ensangrentado (Diacrisia sannio) es una especie de lepidóptero ditrisio de la familia Erebidae, que se encuentra en toda Europa hasta los 68ºN y en Asia.

♂
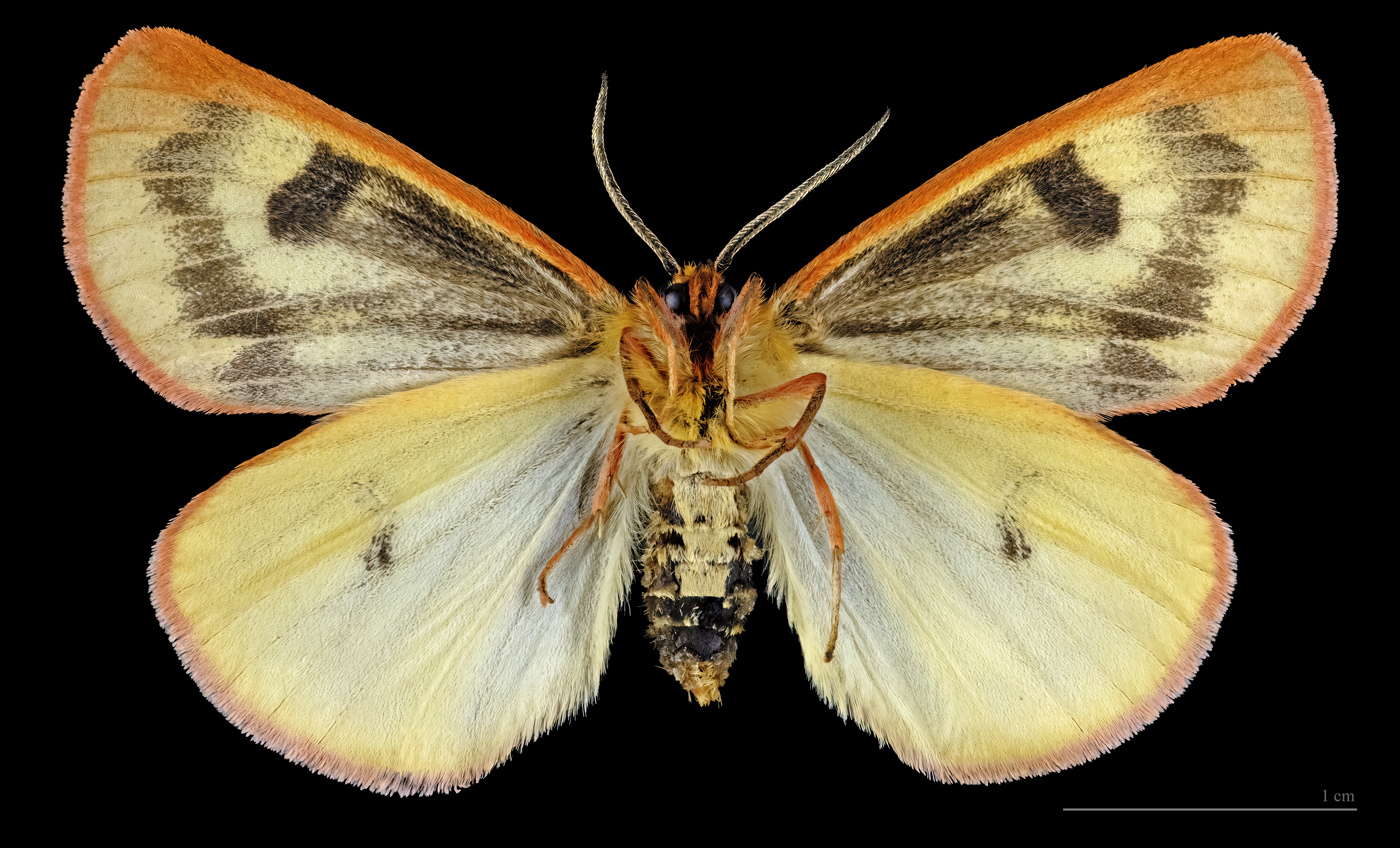
♂ △

Tiene una envergadura de 35–50 mm. Las alas anteriores del macho son amarillo limón con una mancha más oscura en el centro.
La larva se alimenta de Galium, Plantago, Taraxacum, Epilobium y Urtica.